# Acartophthalmus nigrinus
Acartophthalmus nigrinus är en tvåvingeart som först beskrevs av Zetterstedt 1848.  Acartophthalmus nigrinus ingår i släktet Acartophthalmus och familjen lövbuskflugor. Arten är reproducerande i Sverige. Inga underarter finns listade i Catalogue of Life.